# Achaearanea anastema
Achaearanea anastema är en spindelart som beskrevs av Claude Lévi 1963. Achaearanea anastema ingår i släktet Achaearanea och familjen klotspindlar.
Artens utbredningsområde är Venezuela. Inga underarter finns listade i Catalogue of Life.